# Municipio de Seely (Minnesota)
El municipio de Seely (en inglés: Seely Township) es un municipio ubicado en el condado de Faribault en el estado estadounidense de Minnesota. En el año 2010 tenía una población de 193 habitantes y una densidad poblacional de 2,07 personas por km².

## Geografía
El municipio de Seely se encuentra ubicado en las coordenadas 43°32′10″N 93°49′7″O / 43.53611, -93.81861. Según la Oficina del Censo de los Estados Unidos, el municipio tiene una superficie total de 93.03 km², de la cual 92,99 km² corresponden a tierra firme y (0,04 %) 0,04 km² es agua.

## Demografía
Según el censo de 2010, había 193 personas residiendo en el municipio de Seely. La densidad de población era de 2,07 hab./km². De los 193 habitantes, el municipio de Seely estaba compuesto por el 92,75 % blancos, el 5,18 % eran de otras razas y el 2,07 % eran de una mezcla de razas. Del total de la población el 6,22 % eran hispanos o latinos de cualquier raza.